# 고흥 류씨
고흥 류씨(高興柳氏)는 전라남도 고흥군을 본관으로 하는 한국의 성씨이다. 시조 류영(柳英)의 7세손 류청신(柳淸臣)이 고이부곡(高伊部曲) 출신으로 1310년(충선왕 2) 정승에 임명되고 고흥부원군에 봉해졌다.

## 역사
고흥 류씨의 시조는 고려 문종 때 호장(戶長)을 지낸 류영(柳英)이다. 상계는 전하는 문헌이 없어 정확히 알 수 없다. 다만 《고흥류씨연혁(高興柳氏沿革)》편에 류영의 7세손 류청신(柳淸臣)이 고려 고종 때의 인물이라는 기록을 통해, 그가 문종 때의 인물이라 추정할 뿐이다. 그가 먹을 갈아 글씨를 썼다는 연단석(硯端石)과 세답석(洗踏石) 등의 유적을 통해 그가 흥양(興陽)에 세거하였음을 알 수 있다. 시조의 묘는 경기도 개풍군 미륵산에 있다. 류영의 아들인 류숭제(柳崇濟)와 손자인 류광(柳光)도 호장을 지냈다.
류영의 6세손인 시중공(侍中公) 류승무(柳升茂)와 마찬가지로, 7세손 류청신(柳淸臣)은 장흥부(長興府) 고이부곡(高伊部曲) 출신으로 그 선대는 모두 부곡리(部曲吏)를 지냈다. 국가 제도상 부곡리는 비록 공적이 있어도 5품 이상 승진할 수 없었는데, 류청신은 어려서부터 영특하고 담력이 있었으며 몽골어를 배워 누차 사신을 따라 원나라에 가 응대를 잘 했기 때문에 충렬왕의 신임을 받아 도첨의정승(都僉議政丞)에 오르고, 고이부곡은 고흥현(高興縣)으로 승격되었다.

## 본관
고흥(高興)은 전라남도 고흥군이다. 마한의 54국 가운데 초리국(楚離國)이 있었던 곳으로 추정되는 곳이다. 고려 초에 장흥부의 고이부곡(高伊部曲)이었으나, 1285년(충렬왕 11)에 고흥현(高興縣)으로 승격되고 현감이 배속되었다. 1395년(태조 보성군(寶城郡)의 조양현(兆陽縣)으로 개편되었다가, 1441년(세종 23)에는 장흥부(長興府)의 두원현(豆原縣)을 설치하고 보성군 남양현(南陽縣)을 포괄하여 흥양현(興陽縣)으로 개편하였다. 1895년(고종 32) 장흥군으로 개편되었고, 1914년 고흥군이 되었다.

## 인물
- 유몽인
- 류숙
- 유관순 : 독립운동가

## 과거 급제자
고흥 류씨는 조선시대 문과 급제자 24명을 배출하였다.
문과
유간(柳諫) 유건(柳謇) 유광(柳洸) 유동립(柳東立) 유몽인(柳夢寅)
유숙(柳潚) 유약(柳瀹) 유약(柳瀹) 유역(柳湙) 유역(柳湙)
유영보(柳榮輔) 유영오(柳榮五) 유영하(柳榮河) 유유(柳侑) 유은(柳溵)
유의(柳儀) 유종서(柳宗敍) 유주(柳澍) 유집(柳潗) 유충관(柳忠寬)
유치(柳値) 유활(柳活) 유효산(柳孝山) 유휘석(柳輝錫)
무과
유대원(柳大元) 유동망(柳東望) 유동수(柳東秀) 유동필(柳東弼) 유동혁(柳東赫)
유봉춘(柳逢春) 유시발(柳時發) 유옥(柳沃) 유위(柳渭) 유윤흥(柳胤興)
유의신(柳義臣) 유잠(柳岑) 유장춘(柳長春) 유종영(柳宗榮) 유중기(柳重起)
유진발(柳震發) 유천문(柳天文) 유춘발(柳春發) 유춘일(柳春日) 유충신(柳忠信)
유호(柳濠)
생원시
유경현(柳敬賢) 유광(柳洸) 유광익(柳光翼) 유광천(柳光天) 유규(柳奎)
유기현(柳基賢) 유길(柳洁) 유동휘(柳東輝) 유만령(柳萬齡) 유몽웅(柳夢熊)
유문염(柳文琰) 유성(柳惺) 유성환(柳星煥) 유수(柳譢) 유수규(柳壽奎)
유역(柳湙) 유영관(柳永觀) 유운(柳𧬪) 유은(柳溵) 유익한(柳翊漢)
유정섭(柳廷燮) 유주(柳澍) 유중구(柳重龜) 유중환(柳中煥) 유지후(柳之詡)
유집(柳諿) 유철견(柳鐵堅) 유충량(柳忠良) 유충홍(柳忠弘) 유현남(柳賢男)
유활(柳活) 유회(柳淮) 유흥남(柳興男)
진사시
유간(柳諫) 유광(柳洸) 유구(柳) 유규(柳珪) 유동식(柳東植)
유몽인(柳夢寅) 유문좌(柳文佐) 유빈(柳彬) 유삼석(柳三錫) 유서(柳瑞)
유설(柳渫) 유약(柳瀹) 유엄(柳曮) 유영도(柳榮道) 유영두(柳榮斗)
유용(柳湧) 유이택(柳以澤) 유인추(柳寅樞) 유자한(柳子垾) 유중식(柳重植)
유한석(柳漢錫) 유혁(柳) 유현남(柳賢男) 유호(柳壕)

## 항렬자
| 27세    | 28세          | 29세            | 30세          | 31세            | 32세          | 33세            | 34세          | 35세            | 36세          | 37세            | 38세          | 39세            | 40세          | 41세            | 42세          |
| ------- | ------------- | --------------- | ------------- | --------------- | ------------- | --------------- | ------------- | --------------- | ------------- | --------------- | ------------- | --------------- | ------------- | --------------- | ------------- |
| ◯석(錫) | 제(濟) 해(海) | ◯상(相) ◯식(植) | 연(然) 희(熙) | ◯규(圭) ◯균(均) | 종(鍾) 현(鉉) | ◯세(洗) ◯영(永) | 내(來) 동(東) | ◯열(烈) ◯섭(燮) | 재(在) 시(時) | ◯옥(鈺) ◯회(會) | 태(泰) 호(浩) | ◯근(根) ◯걸(杰) | 광(光) 경(炅) | ◯배(培) ◯기(基) | 용(鎔) 진(鎭) |

## 조선 왕실과의 인척관계
- 태조후궁 정경궁주 유씨

## 인구
- 2015년 고흥 류씨 15,138명 + 흥양 류씨 611명 + 고흥 유씨 52,221명 + 흥양 유씨 5,359명 = 73,329명